# Call of the Sea
Call of the Sea est un jeu vidéo d'aventure, développé par Out of the Blue et édité par Raw Fury. Le jeu est officialisé au cours de l'événement numérique Xbox "Xbox 20/20" en mai 2020. Le jeu est sorti en décembre 2020 sur Windows, Xbox One et Xbox Series, et intègre le Xbox Game Pass dès sa sortie. D'abord exclusivité Xbox, le jeu est finalement annoncé sur PS4 et PS5 avec pour date de disponibilité le mois de mai 2021.

## Synopsis
L'aventure commence alors que Norah Everhart, une jeune femme, émerge d'un rêve sous-marin... Elle se trouve à bord d'un bateau à destination d'une île à 74 milles marins de Tahiti, à la recherche de son mari, Harry Everhart, qui lui a envoyé un colis avec des instructions énigmatiques. En effet, Norah souffrant depuis quelque temps d'une étrange maladie qui lui tâche les mains et la gêne pour marcher, son époux a monté une expédition pour trouver un remède à son mal. Et depuis juillet 1934, plus de nouvelles, jusqu'en novembre...
Le capitaine du bateau, Hodgson, la laisse sur l'île (qui ne semble pas avoir bonne réputation) en lui promettant de repasser dans 3 jours pour la récupérer. Norah va ainsi découvrir ce qu'est devenue l'expédition Everhart et ses membres : Harry Everhart, l'ingénieur Frank, le docteur De Witt, la journaliste Cassandra D. Ward, Teahareoa, ainsi que le baleinier qui les a conduit ici, le Lady Shannon... en passant par les différents campements de l'expédition et les vestiges d'une ancienne civilisation. L'aventure la conduira tout à la fin à faire un choix crucial pour son avenir.

## Univers et références
Le titre du jeu fait immédiatement penser à L'Appel de Cthulhu et à Lovecraft, tout comme l'époque à laquelle l'action se situe (l'année 1934), mais le nom du capitaine qui emmène Norah sur l'île, Hodgson, amène à se référer à un autre écrivain de fantastique d'épouvante, britannique celui-là, William Hope Hodgson, dont une nouvelle s'intitule Le Fantôme de Lady Shannon (Lady Shannon étant le nom du baleinier de l'expédition, dont Norah explorera l'épave dans un chapitre du jeu). 
Cependant, même si l'histoire est clairement fantastique et inquiétante, avec l'irruption dans l'histoire d'une sombre substance visqueuse, la « vase noire » ou l'« ichor noir », on est moins dans l'horrifique que dans l'aventure : l'ambiance est peu oppressante du fait de graphismes colorés, lumineux et peu texturés, et du système de jeu en puzzle game, ne reposant ni sur des combats ni sur des réflexes.